# Hava Mahal
Hava Mahal (prevod: „Palata vetrova” ili „Palata lahora”) palata je u Džajpuru, Indija aproskimativno 300 kilometara od prestonice Delhi. Izgrađena od crvenog i ružičastog peščara, palata se nalazi na ivici Gradske palate u Džajpuru i proteže se do Zenane, ili ženskih odaja.
Ova struktura je izgrađena 1799. godine po nalogu Savajskog maharadže Pratapa Singa, unuka Savajskog maharađe Džej Singa, koji je bio osnivač Džajpura. On je bio toliko inspirisan jedinstvenom strukturom Ketri Mahala da je sagradio ovu veliku i istorijsku palatu. Dizajnirao ga je Lal Čand Ustad. Njegov petospratni eksterijer nalikuje na saće sa svojih 953 malih prozora zvanih džaroke ukrašenih složenim rešetkama. Prvobitna namera rešetkastog dizajna bila je da kraljevskim damama omogući da posmatraju svakodnevni život i festivale koji se slave na ulici ispod, bez da budu viđene, jer su morale da poštuju stroga pravila „purdaha“, koja su im zabranjivala da se pojavljuju u javnosti bez pokrivača lica. Ova arhitektonska karakteristika takođe je omogućila prolazak hladnog vazduha izloženog Venturijevom efektu, čineći tako čitavo područje prijatnijim za vreme visokih letnjih temperatura. Mnogi ljudi vide Hava Mahal sa ulične perspektive i misle da je to prednji deo palate, mada je to zapravo zadnja strana.
U 2006. godini preduzeti su radovi na obnovi Mahala, nakon predaha od 50 godina, kako bi se monument obnovio, sa procenjenom vrednošću od 4,568 miliona Rs. Korporativni sektor pružio je pomoću u očuvanju istorijskih spomenika Džajpura, a Jedinična zadužbina Indije se prihvatila održavanja Hava Mahala. Palata je produženi deo ogromnog kompleksa. Prikazi izrezbareni u kamenu, mali prozori i lučni krovovi neke su od odlika ovog popularnog turističkog mesta. Monument takođe ima delikatno oblikovane viseće karniše.

## Arhitektura
Ova palata je petospratni spomenik piramidalnog oblika koji se uzdiže na oko 15 m (49 ft). Gornja tri sprata konstrukcije imaju širinu pojedinačne sobe, dok prvi i drugi sprat imaju terase ispred sebe. Čeono uzvišenje, gledano sa ulice, je poput saća sa malim otvorima. Svaki otvor ima minijaturne prozore i urezane rešetke od peščara, završne obloge i kupole. To daje izgled mase polu-osmougaonih zaliva, dajući monumentu jedinstvenu fasadu. Unutrašnje lice na zadnjoj strani zgrade sastoji se od odaja izgrađenih stubovima i hodnicima sa minimalnim ukrasima, koji se protežu do najvišeg sprata. Unutrašnjost palate opisana je kao „prostorije od različito obojenih mermera, rasterećenih umetnutim pločama ili pozlatom; dok fontane krase središte dvorišta“.
Lal Čand Ustad je bio arhitekta. Sa ugrađenim peščanikom u crvenoj i ružičastoj boji, u skladu sa dekorom ostalih monumenata u gradu, boja zgrade je potpuno svedočanstvo epiteta „Ružičasti grad“ datog Džajpuru. Njegova fasada sa 953 niše sa složeno izrezbarenim džarokama (neke su napravljene od drveta) oštar je kontrast sa monotonomm zadnjom stranom konstrukcije. Njegovo kulturno i arhitektonsko nasleđe odraz je fuzije hinduističke radžput arhitekture i islamske mogulske arhitekture; radžputski stil se vidi u obliku kupolastih nadstrešnica, kaneliranih stubova, lotosa i cvetnih uzoraka, a islamski stil je očigledan u njegovom umetnutom filigranskom radu i lukovima (što se razlikuje od njegove sličnosti sa Panč Mahalom u Fatehpur Sikriju).
Ulaz u Hava Mahal sa strane gradske palate je kroz carska vrata. Otvara se u veliko dvorište, koje ima dvospratne zgrade sa tri strane, a Hava Mahal ga ograđuje na istočnoj strani. U ovom dvorištu je smešten i arheološki muzej.
Hava Mahal je bio poznat i kao chef-d'œuvre Maharadže Jaj Singa, jer je bio njegovo omiljeno odmaralište zbog elegancije i ugrađenog interijera Mahala. Efekat hlađenja u komorama, obezbeđen vetrom koji je prolazio kroz male prozore fasade, pojačan je fontanama u središtu svake od komora.

## Galerija
- Detaljan pogled na fasadu sa glavne ceste
- Pogled straga sa dva najkićenija gornja sprata
- Interijer
- Obojeni vitraž. Kada sunčeva svetlost prodre, cela komora se ispunjava spektrom raznih boja.
- Pogled sa zadnjeg dela prema Samratu Jntri sa Džantar Mantara, na ovoj fotografiji u gornjem desnom uglu u obliku kosog zida. Isarlat je takođe vidljiv na ovoj fotografiji u gornjem levom uglu kao velika kula.
- Gornja istočna strana tokom olujnog popodneva
- Pogled na Hava Mahal sa zadnje strane
- Pogled spreda

## Literatura
- Tillotson, G.H.R (1987). The Rajput Palaces - The Development of an Architectural Style (Hardback) (First изд.). New Haven and London: Yale University Press. ISBN 0-300-03738-4.
- Bhatt, Kavi Shiromani; Shastry, Mathuranath (1948). Jaipur Vaibhawam. (History of Jaipur written in Sanskrit). Re-published in 2002 by Kalanath Shastry, Manjunath Smriti Sansthan, Jaipur.
- Khangarot, R.S., Nathawat, P.S. (1990), Jaigarh- The Invincible Fort of Amer. RBSA Publishers, Jaipur.
- Sachdev, Vibhuti; Tillotson, Giles Henry Rupert . Reaktion Books. Building Jaipur: The Making of an Indian City. London. 2002. ISBN 978-1-86189-137-2..
- Sarkar, Jadunath '. Orient Longman Limited, New Delhi. A History of Jaipur. 1984. ISBN 978-81-250-0333-5..
- Volwahsen, Andreas (2001). Cosmic Architecture in India: The Astronomical Monuments of Maharaja Jai Singh II,. Prestel Mapin, Munich.
- Fatehpur Sikri was once a Jain pilgrimage centre: Book. Zee News (на језику: енглески). 2013-02-27.
- Masson, Vadim Mikhaĭlovich (2003). History of Civilizations of Central Asia: Development in contrast : from the sixteenth to the mid-nineteenth century. UNESCO. ISBN 9789231038761.
- „Fort and Shalimar Gardens in Lahore”. UNESCO. Приступљено 4. 1. 2017.
- REHMAN, A. (2009). „Changing Concepts of Garden Design in Lahore from Mughal to Contemporary Times”. Garden History. 37 (2): 205—217. JSTOR 27821596.
- Khazeni, Arash (2014). Sky Blue Stone: The Turquoise Trade in World History. University of California Press. ISBN 9780520279070. Приступљено 16. 7. 2017.
- Centre, UNESCO World Heritage. „Shah Jahan Mosque, Thatta”. UNESCO World Heritage Centre (на језику: енглески). Архивирано из оригинала 2018-10-03. г. Приступљено 2018-12-31.
- Asher, Catherine (1992). Architecture of Mughal India, Part 1, Volume 4. Cambridge University Press. ISBN 9780521267281. Приступљено 16. 7. 2017.
- Shelomo Dov Goitein. Studies in Islamic History and Institutions. ISBN 9004179313. BRILL, 2010
- „Masjid Vazir K̲h̲ān”. Archnet. Приступљено 25. 8. 2016. „The mosque was founded by Hakim Ilmud Din Ansari, a distinguished physician from Chiniot who received the Ministerial title of 'Wazir Khan' under the reign of Shah Jahan, and was later promoted to the position of Viceroy of Punjab.”
- „History and Background in Conservation of the Wazir Khan Mosque Lahore: Preliminary Report on Condition and Risk Assessment.”. Aga Khan Historic Cities Programme. Aga Khan Cultural Services - Pakistan. 2012. Приступљено 25. 8. 2016. „The spectacular monumental ensemble of the Wazir Khan Mosque in the Walled City of Lahore was built in 1634 during the reign of the Mughal emperor Shah Jahan.”
- UNESCO World Heritage Centre. „Badshahi Mosque, Lahore – UNESCO World Heritage Centre”. Whc.unesco.org. Приступљено 2014-01-02.
- REHMAN, ABDUL (2009). „Changing Concepts of Garden Design in Lahore from Mughal to Contemporary Times”. Garden History. 37 (2): 205—217. ISSN 0307-1243. JSTOR 27821596.
- „Jaipur Seventh Best Tourist Destination in Asia – Conde Nast Traveller Survey”. bharatonline.com. Архивирано из оригинала 18. 7. 2011. г. Приступљено 28. 3. 2011.
- „World's best destinations”. Архивирано из оригинала 1. 4. 2015. г. Приступљено 28. 3. 2011.
- „Accor to manage Jaipur's new convention centre”. M&IT India. Архивирано из оригинала 14. 4. 2016. г. Приступљено 8. 2. 2016.
- „Jaipur Exhibition and Convention Centre will make Pink City a meetings, incentives, conferences, and exhibitions hub - Times of India”. The Times of India. Архивирано из оригинала 11. 7. 2015. г. Приступљено 8. 2. 2016.